# L'Atzúbia (kommun)
L'Atzúbia är en kommun i Spanien.   Den ligger i provinsen Provincia de Alicante och regionen Valencia, i den östra delen av landet, 400 km sydost om huvudstaden Madrid. Antalet invånare är 749. Arean är 14,7 kvadratkilometer. L'Atzúbia gränsar till Pego, Vall d'Ebo, Vall de Gallinera, Oliva och Villalonga. 
Terrängen i L'Atzúbia är kuperad.